# Acris blanchardi
Acris blanchardi Harper, 1947 è un anfibio della famiglia Hylidae, sottofamiglia Acridinae, endemica dell'America Settentrionale.
In inglese le rane di questa specie sono comunemente denominate Blanchard's Cricket Frog.
Il nome della specie è stato assegnato in onore di Frank Nelson Blanchard (1888-1937).

## Descrizione
Acris blanchardi è una rana piccola (16–38 mm), con la pelle umida. Le zampe posteriori sono lunghe rispetto al corpo. La superficie dorsale è verrucosa, mentre la pelle ventrale è granulare. La colorazione dorsale è variabile, ma tipicamente grigia o marrone. 
Lo schema può essere variabile, ma la maggior parte di individui ha un triangolo scuro, appuntito posteriormente, sul capo, tra gli occhi.
Molti individui posseggono una striscia mediana marrone, rossa o verde.
La mascella superiore ha una serie di fasce scure verticali.
La maggior parte degli individui possiede una striscia scura sulla coscia.
Nella stagione riproduttiva, il sacco vocale sottogolare diviene più scuro, occasionalmente tendente al giallo.
Le dita delle zampe posteriori sono ampiamente palmate, ma i cuscinetti sulle dita sono poco sviluppati.

### Girini
I girini hanno forma allungata, con strette pinne caudali. Gli occhi sono posizionati lateralmente.
I girini di Acris blanchardi solitamente hanno una punta della pinna nera, cosa caratteristica, che si ritiene serva per allontanare i predatori diretti, quali le larve di libellula.
La punta della coda nera non è presente in tutte le popolazioni. In particolare, i girini che crescono in corsi d'acqua assieme a pesci tendono ad avere le punte della coda chiare.

### Richiami
I maschi emettono i loro richiami da febbraio a luglio in Texas, tra la fine di aprile e metà luglio in Missouri e Kansas, da fine maggio a tutto luglio nel Wisconsin
Il richiamo è un suono metallico simile a "gick, gick, gick" e assomiglia al rumore emesso da due pietre che sono struck assieme.
I maschi di questa specie spesso emettono i richiami durante il dì.

## Distribuzione e habitat
Acris blanchardi è presente in Canada, Stati Uniti d'America e Messico.
- Negli Stati Uniti essa è presente a nord del fiume Ohio e, nella parte meridionale degli Stati Uniti, a ovest del Mississippi; in particolare, è presente negli stati: Arkansas, Colorado, Iowa, Illinois, Indiana, Kansas, Kentucky, Louisiana, Michigan, Minnesota, Missouri, Mississippi, Nebraska, New Mexico, Ohio, Oklahoma, South Dakota, Texas, West Virginia.[3][9]
- In Canada nella provincia d'Ontario.
- In Messico sulle rive del Rio Grande.

## Tassonomia
In passato, Acris blanchardi era considerata una sottospecie di Acris crepitans; l'analisi filogenetica dei geni nucleari e mitocondriali indica però che A. blanchardi è una specie distinta.
La sottospecie Acris crepitans paludicola, che occupa un areale limitato lungo la costa del Golfo del Messico, da Houston in Texas alla Louisiana centrale, è filogeneticamente correlata a A. blanchardi, ma comportamento e colorazione distinti possono ancora giustificare uno status tassonomico separato.

## Ecologia
Acris blanchardi è solitamente la rana più abbondante all'interno del suo areale, sebbene le popolazioni si stiano riducendo nelle zone settentrionale ed occidentale dell'areale stesso.
Il calo della popolazione ha iniziato ad essere evidente negli anni settanta del XX secolo. Tra le possibili cause vi possono essere il cambiamento climatico, le modifiche all'habitat l'inquinamento e la frammentazione dell'habitat.